# مايك بيرني
مايك بيرني (بالإنجليزية: Mike Burney)‏ هو عازف ساكسفون بريطاني، ولد في 1 نوفمبر 1944 في Great Barr ‏ في المملكة المتحدة، وتوفي في 13 نوفمبر 2014 بسبب سرطان.

## وصلات خارجية
- مايك بيرني على موقع ميوزك برينز (الإنجليزية)
- مايك بيرني على موقع ديسكوغز (الإنجليزية)